# 이은주
이은주(李恩宙, 1980년 12월 22일 (음력 11월 16일) ~ 2005년 2월 22일)는 대한민국의 배우였다.

## 젊은 시절
이은주는 전라북도 군산시에서 이상열과 최순향의 1남 1녀 중 둘째로 태어났다.
이은주는 다섯 살 때부터 고등학교 때까지 피아노를 배웠으며, 원래 꿈은 피아니스트였다. 그녀가 고등학교 1학년에 재학 중이던 1996년 어머니와 같이 교복을 사러 갔는데, 매장 주인이 교복모델 대회(선경 스마트 학생복 모델 선발대회) 원서를 주며 나가볼 것을 권하였다. 이은주는 별 관심이 없었으나, 그녀의 어머니가 몰래 원서에 사진을 붙여 보낸 것이 예선을 통과하였다. 어머니가 가져온 잡지에서 예선 통과자 명단을 확인한 이은주는 대회에 초대 가수로 룰라, 터보, 신성우가 출연한다는 내용을 보고, 이들 연예인을 볼 생각으로 서울에 가서 본선에 참가하였다. 그녀는 평범한 외모로 큰 주목을 받지 못하다가 최종 심사에서 노래를 부르며 막춤을 추는 당돌하고 발랄한 모습을 보여 심사위원들에게 깊은 인상을 주었고, 50명의 본선 진출자 중 7명을 뽑는 이 대회에서 은상을 받았다. 당시 대상을 받은 사람은 송혜교였다. 이은주는 같은 해인 1996년 말 스마트 학생복 CF에 출연하였고, 이후 이듬해 KBS 청소년 드라마 《스타트》에 출연 제의를 받으면서 연기자의 길로 들어서게 되었다.

## 경력

### 1997–1999년
이은주는 《스타트》에 반장인 정남영 역으로 출연했다. 이듬해인 1998년 8월에는 SBS 납량특집드라마《어느날 갑자기》편에 귀신이 찍히는 스티커 사진기에서 사진을 찍은 후 자살하는 여고생 박성주 역으로 출연하였고, 이후 8월 말부터 방송된 SBS 월화드라마 《백야 3.98》에 아나스타샤(심은하 분)의 어린시절 역으로 출연하였다. 이은주의 첫 영화로, 그녀가 강수연(정화 역)의 동생 세화 역으로 출연한 박종원 감독의 《송어》도 1998년에 촬영이 이루어졌다. 《송어》를 촬영할 당시까지만 해도 이은주의 꿈은 음대에 진학해 피아니스트가 되는 것이었다. 그래서 당시 고3 수험생이었던 그녀는 촬영이 끝나면 피아노 학원에 가서 피아노 연습을 했다. 하지만 《송어》를 촬영하면서 연기에 강한 매력을 느껴 결국 피아니스트의 꿈을 포기하고 1999년 단국대학교 연극영화학과에 진학했다. 이후 이은주는 1999년 1월부터 방송된 SBS 드라마 《카이스트》에 쌀쌀맞고 도도한 고학생 구지원 역으로 출연하였는데, 이 작품이 인기를 끌면서 본격적으로 이름을 알리기 시작했다. 그녀는 같은 해인 1999년 한글과컴퓨터가 제작한 인터넷 영화 《예카》(YECA)에도 출연했다. 이은주는 《카이스트》에 같이 출연했던 김정현과 1년여간 교제하기도 했다.

### 2000–2005년

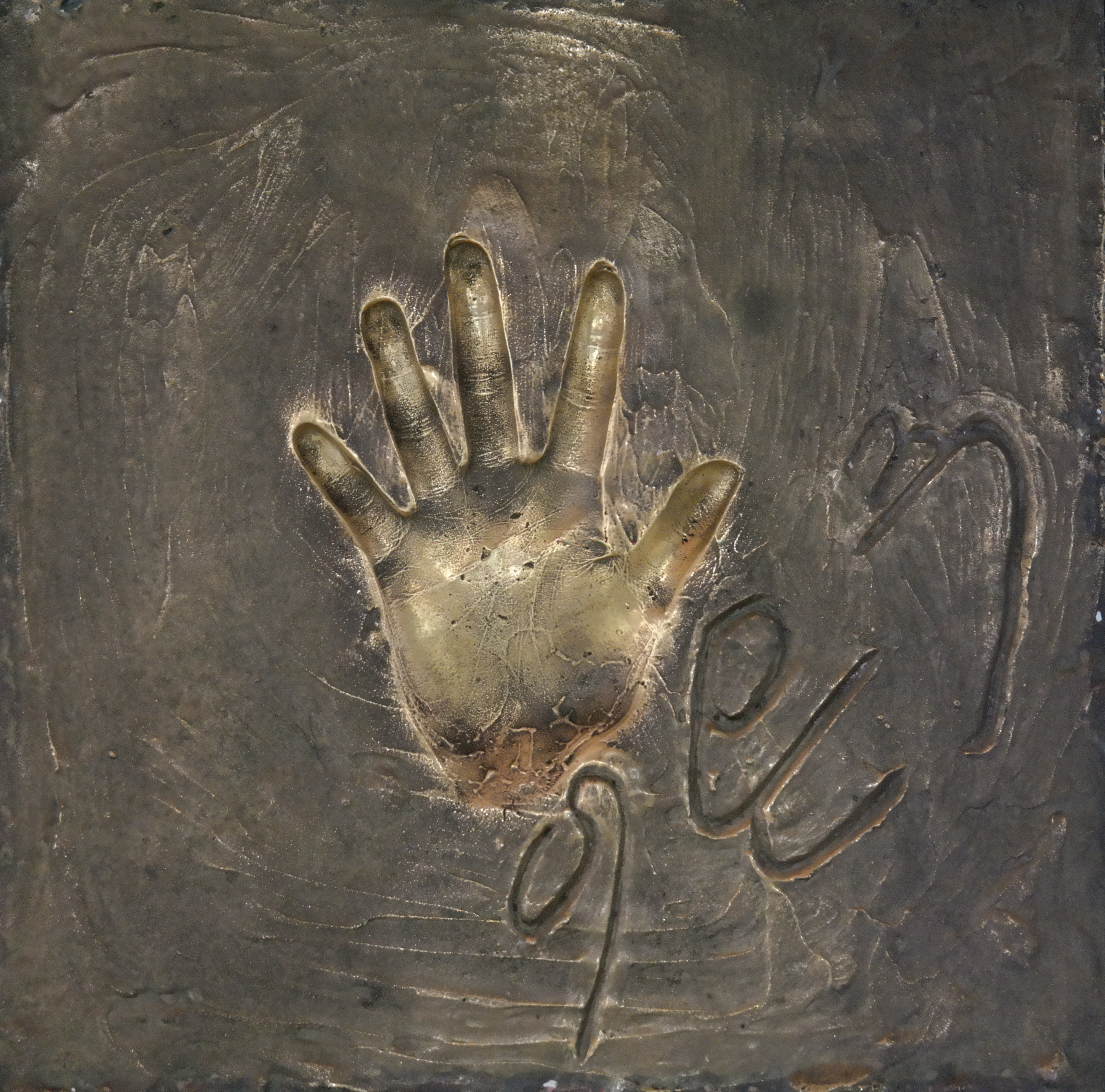
이은주의 핸드프린트와 서명.

1999년 개봉한 《송어》로 영화계에 첫 발을 내딛은 그녀는, 이후 홍상수 감독의 《오! 수정》에 정보석(재훈 역)의 상대역인 케이블채널 구성작가 양수정 역으로 출연하였다. 이 작품은 2000년 제1회 전주국제영화제 개막작으로 상영되었고, 같은 해 제53회 칸 영화제 ‘주목할 만한 시선’ 부문에도 초청되었다. 《오! 수정》은 2000년 5월 개봉하였으며, 이은주는 이 작품으로 이듬해 열린 제38회 대종상 영화제에서 신인여우상을 수상했다. 한편 그녀는 2000년 KBS 드라마 《성난 얼굴로 돌아보라》에도 조연으로 출연하였으나, 이 작품은 MBC의 인기드라마 《허준》에 밀려 한자리 대의 낮은 시청률을 기록하며 시청자들의 외면을 받았다.
이은주는 다음 작품인 영화 《번지 점프를 하다》에서 이병헌(서인우 역)의 대학 시절 첫사랑 인태희를 연기했다. 2001년 2월 개봉한 《번지 점프를 하다》는 서울관객 50만명을 기록하며 흥행에 성공하였다. 그녀는 같은 해 제작비를 PPL 방식으로 충당한 인터넷 영화 《아미지몽》에도 출연했다. 2002년에는 차태현, 손예진과 같이 영화 《연애소설》에 출연했다. 세 사람 사이의 사랑과 우정을 그린 이 영화에서 그녀는 솔직하고 활달한 성격의 김경희 역을 맡았다. 9월 개봉한 《연애소설》은 서울관객 59만명을 기록하였고, 그녀는 이 작품으로 제23회 청룡영화상 여우주연상 후보에 올랐다. 같은 해 11월에는 그녀가 죽음을 부르는 산부인과 웹사이트에 접속하는 방송국 PD 한수진을 연기한 영화 《하얀 방》이 개봉하였는데, 이 작품은 서울관객 6만9천명을 동원하는데 그쳤다. 그 후 이은주는 2003년 4월 개봉한 영화 《하늘정원》에 안재욱(최오성 역)의 상대역인 김영주 역으로 출연하였다. 이 작품은 평가도 좋지 못했고, 전국관객 13만명을 기록하며 흥행에도 실패했다. 2003년에는 그녀가 출연한 영화로 이듬해인 2004년 초 개봉한 《안녕! 유에프오》와 《태극기 휘날리며》의 촬영도 이루어졌다. 한편 이은주는 이 해 싸이더스에서 아이스타(이후 나무엑터스로 이름을 바꿈)로 소속사를 옮겼다.
2004년 1월 그녀가 이범수(박상현 역)의 상대역인 시각장애인 최경우 역으로 출연한 《안녕! 유에프오》가 개봉하였는데, 이 작품은 전국관객 18만명을 기록했다. 이어 2월 개봉한 강제규 감독의 《태극기 휘날리며》에는 장동건(이진태 역)의 약혼녀 영신 역으로 출연하였다. 《태극기 휘날리며》는 전국관객 1170만명을 동원하며 크게 흥행하였다. 이후 4년여만에 안방극장에 복귀 하여 4월부터 방송된 MBC 월화드라마 《불새》에 이서진(장세훈 역)의 상대역인 이지은 역으로 출연하였다. 《불새》는 최고 30%가 넘는 시청률을 기록하며 인기를 끌었다. 이 작품으로 그녀는 그해 연말 《MBC 연기대상》에서 여자 최우수상을 수상했고, 베스트커플상(이서진과 같이 수상)도 받았다. 이은주는 같은 해 10월 개봉한 영화 《주홍글씨》에 한석규, 성현아, 엄지원 등과 같이 출연하여 재즈 가수 최가희 역을 맡았는데, 개봉 전 가진 인터뷰에서 배역에 빠져 6개월간 제대로 자지도 먹지도 못했으며, 체중도 5kg이 빠졌다며 고통을 토로하였다. 《주홍글씨》는 전국관객 140만명을 동원하며 보통의 흥행성적을 거뒀다. 그녀는 이 작품으로 제25회 청룡영화상 여우주연상 후보에 올랐고, 이듬해 사후 제41회 백상예술대상 영화부문 여자 최우수연기상 후보 및 제42회 대종상 영화제 여우주연상 후보에도 올랐다. 이은주는 2004년 12월 이듬해 2월 열리는 제16회 유바리 국제 판타스틱 영화제에 비경쟁 부문 심사 위원으로 초청받기도 했으나, 경험과 연륜 부족을 이유로 고사하였다. 그녀는 자살 4일 전인 2005년 2월 18일 단국대학교를 졸업하였다.

## 사망
이은주는 2005년 2월 22일 경기도 성남시 분당구 정자동 자택(로열팰리스)에서 목을 매 자살하고 말았다. 그녀의 시신은 오후 1시경 오빠에 의해 발견되었다. 발견 당시 이은주는 드레스룸(옷방)에서 이동식 옷걸이에 넥타이끈(허리 벨트로 전하는 언론도 있음)으로 목을 맨 상태였고, 손목에는 커터칼로 그은 흔적이 있었다. 경찰은 왼쪽 손목에 커터칼로 그은 흔적이 있고 침대 위에 피를 많이 흘린 것으로 볼 때, 손목 동맥을 잘라 자살하려다 실패하자 목을 맨 것으로 추정된다고 밝혔다. 한편 침대 밑에서 발견된 그녀가 쓴 유서 일부가 언론을 통해 공개되기도 했다.
이은주의 사망 직후부터 언론을 통해 사실 확인을 거치지 않은 많은 추측성 기사들이 쏟아져 나왔다. 특히 자살 동기를 놓고 영화 《주홍글씨》의 영향, 금전 문제 등 억측이 분분했으나, 검찰과 경찰은 유족의 진술과 그녀가 남긴 유서 등을 토대로 우울증으로 인한 단순 자살로 결론지었다. 실제 분당서울대학교병원은 그녀가 식욕부진과 불면증으로 1월 24일과 2월 3일 두 차례 병원을 방문했으며, 특히 2월 3일에는 우울증 진단을 받았다고 밝히기도 했다.
2005년 2월 24일 장례를 치렀으며, 장례식에는 절친한 사이였던 가수 바다를 포함해 전인권, 문근영, 지성, 김소연, 등이 참석했다. 바다는 영결식에서 이은주가 생전 좋아했던 성가 <당신은 사랑받기 위해 태어난 사람> 을 불렀으며 전인권은 자신의 4집 타이틀 곡 <걱정말아요 그대> 를 불러주었다. 문근영은 영화인 대표로 추모사를 낭독하다 오열하기도 하였다. 이은주의 시신은 경기도 벽제시 서울시립승화원에서 화장되었으며 유골은 자유로청아공원내 기독교관에 안치되었다.

## 출연 작품

### 드라마
| 연도* | 제목                 | 역할          | 방송사  | 비고           |
| ----- | -------------------- | ------------- | ------- | -------------- |
| 1997  | 스타트               | 정남영        | KBS 2TV | 10부작         |
| 1998  | 어느날 갑자기        | 박성주        | SBS     | 납량특집드라마 |
| 1998  | 백야 3.98            | 아나스타샤 장 | SBS     | 20부작         |
| 1999  | 카이스트             | 구지원        | SBS     | 81부작         |
| 2000  | 성난 얼굴로 돌아보라 | 정수진        | KBS 2TV | 16부작         |
| 2004  | 불새                 | 이지은        | MBC     | 26부작         |

*다년간 방송된 프로그램의 경우 이은주가 출연한 연도 또는 출연하기 시작한 연도를 가리킨다.

### 예능/오락
- KBS 2TV 《가족오락관》 (1997년 6월 25일)
- SBS 《한밤의 TV연예》 (1999년 12월 9일)
- KBS 2TV 《도전! 지구탐험대》 (2000년 5월 28일)
- KBS 2TV 《이소라의 프로포즈》 (2001년 1월 27일)
- MBC 《박상원의 아름다운 TV 얼굴》 (2001년 1월 27일)
- KBS 2TV 《이홍렬쇼》 (2001년 3월 28일)
- KBS 2TV 《해피투게더 (텔레비전 프로그램)》 (2002년 8월 22일)
- SBS 《좋은 친구들》 (2003년 3월 30일)
- KBS 2TV 《비타민》 (2004년 1월 18일)
- MBC 《설 특집 - 누구누구》 (2004년 1월 19일)
- SBS 《야심만만 만명에게 물었습니다》 (2004년 1월 26일)
- MBC 《전파견문록》 (2004년 1월 26일)
- KBS 2TV 《대한민국 1교시 - 감성詩대》 (2004년 2월 3일)
- KMTV 《스타캡슐》 (2004년 6월 29일)
- SBS 《한밤의 TV연예 - 조영구가 만난 사람》 (2004년 7월 8일)
- SBS 《김승현 정은아의 좋은아침》 (2004년 10월 22일)
- SBS 《야심만만 만명에게 물었습니다》 (2004년 11월 1일 ~ 8일)
- KBS 2TV 《연예가 중계》 (2005년 2월 19일)

### 영화
| 연도 | 제목             | 역할             | 비고                        |
| ---- | ---------------- | ---------------- | --------------------------- |
| 1999 | 송어             | 세화             |                             |
| 1999 | 예카             |                  | 인터넷 영화                 |
| 2000 | 오! 수정         | 양수정           | 제1회 전주국제영화제 개막작 |
| 2000 | 해변으로 가다    | PC 통신하는 여자 | 우정출연                    |
| 2001 | 번지 점프를 하다 | 인태희           |                             |
| 2001 | 아미지몽         | 아미             | 인터넷 영화                 |
| 2002 | 연애소설         | 김경희           |                             |
| 2002 | 하얀 방          | 한수진           |                             |
| 2003 | 하늘정원         | 김영주           |                             |
| 2004 | 안녕! 유에프오   | 최경우           |                             |
| 2004 | 태극기 휘날리며  | 김영신           | 첫 천만영화                 |
| 2004 | 주홍글씨         | 최가희           | 제9회 부산국제영화제 폐막작 |

### 뮤직 비디오
- 1998년 〈십년이 지나도〉 (박진영)
- 1999년 〈슬픈 선물〉 (김장훈)
- 2001년 〈소망〉 (주영훈)
- 2001년 〈늦은 후회〉 (보보)
- 2004년 〈고마웠다고...〉 (팀)

## 그 외 활동

### 음반
- 2001년 번지 점프를 하다 OST (19번 트랙 〈End Title 오 그대는 아름다운 여인 (Variation)〉에 내레이션 참여)
- 2002년 연애소설 OST Original Music by 김상헌 (14번 트랙 〈연애소설 Main Theme〉 피아노 연주, 24번 트랙 〈지환아 안녕 나 경희야〉 내레이션)
- 2004년 주홍글씨 OST (1번 트랙 〈Only When I Sleep〉)
- 2007년 이은주 추모음반 이은주 Only One†

†사후 발매된 추모음반이다.

### 홍보대사
- 2003년 보건복지부 호스피스·완화의료 홍보대사[63]

## 수상 및 후보
| 연도 | 시상식                            | 부문                        | 작품     | 결과 |
| ---- | --------------------------------- | --------------------------- | -------- | ---- |
| 2000 | 제21회 청룡영화상                 | 신인여우상                  | 오! 수정 | 후보 |
| 2001 | 제38회 대종상                     | 신인여우상                  | 오! 수정 | 수상 |
| 2002 | 제23회 청룡영화상                 | 여우주연상                  | 연애소설 | 후보 |
| 2004 | 제25회 청룡영화상                 | 여우주연상                  | 주홍글씨 | 후보 |
| 2004 | 제2회 앙드레김 베스트 스타 어워드 | 연기자부문 베스트드레서상   | 빈칸     | 수상 |
| 2004 | MBC 연기대상                      | 여자 최우수연기상           | 불새     | 수상 |
| 2004 | MBC 연기대상                      | 베스트 커플상 (with 이서진) | 불새     | 수상 |
| 2004 | MBC 연기대상                      | 여자 인기상                 | 불새     | 후보 |
| 2005 | 제41회 백상예술대상               | 영화부문 여자 최우수연기상  | 주홍글씨 | 후보 |
| 2005 | 제42회 대종상                     | 여우주연상                  | 주홍글씨 | 후보 |
| 2005 | 한국방송대상                      | 탤런트 부문 올해의 방송인상 | 불새     | 후보 |
| 2005 | 제8회 디렉터스 컷 시상식          | 특별연기상                  | 빈칸     | 수상 |